# Skattungen
Skattungen är en sjö i Orsa kommun och Rättviks kommun i Dalarna och ingår i Dalälvens huvudavrinningsområde. Sjön är 58 meter djup, har en yta på 19,5 kvadratkilometer och befinner sig 200 meter över havet. Sjön avvattnas av vattendraget Orsälven (Oreälven).
Skattungen är belägen inom Siljansringens sedimentära berggrundsområde med bevarande paleozoiska lager av kalksten och sandsten. Skattungen är ur såväl biologisk-ekologisk som fiskerimässig synpunkt synnerligen värdefullt. Som referensområde för studium av istidsrelikter är Siljan värdefull. Skattungen är av riksintresse för naturvård.

## Delavrinningsområde
Skattungen ingår i delavrinningsområde (678675-145672) som SMHI kallar för Utloppet av Skattungen. Medelhöjden är 252 meter över havet och ytan är 100,2 kvadratkilometer. Räknas de 203 avrinningsområdena uppströms in blir den ackumulerade arean 1 821,13 kvadratkilometer. Orsälven (Oreälven) som avvattnar avrinningsområdet har biflödesordning 2, vilket innebär att vattnet flödar genom totalt 2 vattendrag innan det når havet efter 352 kilometer. Avrinningsområdet består mestadels av skog (66 procent). Avrinningsområdet har 19,38 kvadratkilometer vattenytor vilket ger det en sjöprocent på 19,3 procent. Bebyggelsen i området täcker en yta av 1,01 kvadratkilometer eller 1 procent av avrinningsområdet.